# 3 oktoberfeest
Het 3 oktoberfeest (ook wel Leidens Ontzet) is een feest in de Nederlandse stad Leiden, dat jaarlijks op 3 oktober wordt gehouden (als dit op een zondag valt een dag later). Op die dag wordt feestelijk de gebeurtenis herdacht dat de stad bij het Spaanse Beleg van Leiden in 1574 ontzet werd door een geuzenvloot.

## Geschiedenis
Al op de dag van het ontzet, op 3 oktober 1574, vond er een dankdienst plaats in de plaatselijke Pieterskerk. Op die dag werd al bepaald om de dag van het ontzet jaarlijks te herdenken met een dankdag met bijbehorende preken. Twee jaar later was er als extraatje een parade van schutters en werden er spiegelgevechten gehouden. Weer een jaar later kwam er een tiendaagse vrijmarkt bij, en werden er toneelvoorstellingen gegeven. Volgens predikant Paschier de Fijne, die hierover in 1630 publiceerde, waren er al heel wat Leidse families die speciaal op 3 oktober hun kroost uitnodigden om thuis een gezamenlijke maaltijd te nuttigen.
In 1655 werd de vrijmarkt weer afgeschaft. De toneelvoorstellingen gingen echter de hele achttiende eeuw door. Het eerste eeuwfeest werd sober gevierd, maar er kwam wel een gedenkboek uit. Het tweede eeuwfeest werd daarentegen opgeluisterd met grootse activiteiten, onder meer met vuurwerk.
In de Franse Tijd werden in 1795 alle festiviteiten afgeschaft, evenals de herdenkingsdienst in de Pieterskerk. Na het vertrek in 1813 van de Fransen werden ze in 1814 weer hervat. Het vlagvertoon, het carillonspel en de dankdienst werden voortgezet. Het stadsbestuur besloot enkele jaren later om de festiviteiten te versoberen en alleen nog op een zondag te laten plaatsvinden. De studenten aan de Leidse universiteit hielden uit protest de dag van 3 oktober aan, met vlagvertoon en het uitdelen aan de armen van wittebrood en haring. De kritiek van de studenten werd gehoord en resulteerde in een grootse lustrumviering in 1824, overigens op maandag 4 oktober. In dat jaar werd voor het eerst - in de raadskamer van het stadhuis - een tentoonstelling gehouden van voorwerpen met een relatie tot het ontzet. De catalogus bevatte wel honderdvijftig voorwerpen. De uitdeling van wittebrood en haring geschiedde vanaf 1824 standaard elk jaar, evenals muziek- en toneeluitvoeringen en een vuurwerkshow.
Op 3 oktober 1884 werd een standbeeld onthuld van burgemeester Pieter Adriaansz. van der Werff. En op 13 mei 1886 werd de 3 October Vereeniging opgericht. Deze uit burgers bestaande vereniging organiseert sindsdien de officiële festiviteiten. In 1973 kwam daar ook de organisatie bij van de dankdienst in de Pieterskerk.
In de jaren 1914-1918 waren er vanwege de Eerste Wereldoorlog op of rond 3 oktober geen echte feestelijke herdenkingen.
Tijdens de viering van 350 jaar Leidens Ontzet op 3 oktober 1924 onthulde koningin Wilhelmina aan het Plantsoen een herdenkingsmonument. Het draagt de beeltenissen van prins Willem van Oranje, Jan van Hout (stadssecretaris en notaris), Janus Dousa (aanvoerder van de vrijbuiters en schutters van Leiden) en Louis de Boisot (geuzenvlootadmiraal).
Tijdens de Tweede Wereldoorlog vond er geen 3-oktoberfeest plaats, maar de herdenkingsdienst in de Pieterskerk werd wel aangehouden.
In 2020 werd het Leidens Ontzet, vanwege de landelijke maatregelen om de ziekte COVID-19 onder de duim te krijgen, nauwelijks gevierd. Behalve een kranslegging door een klein comité in het Van der Werfpark, vond het "feest" vooral online plaats. Ook de traditionele optocht en kermis gingen dat jaar niet door. Op grote schermen langs de weg werd aan de mensen duidelijk gemaakt dat er dat jaar geen Leidens Ontzet werd gevierd in de stad, zodat ze wisten dat ze dat jaar niet naar Leiden hoefden te komen.

## Tradities

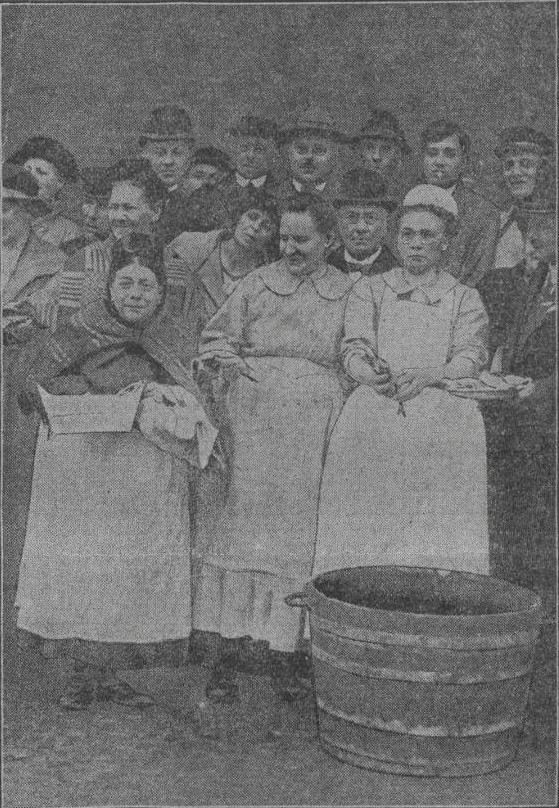
Uitdelen van haring en witte broden in 1923

Het feest bestaat uit vele tradities die ver teruggaan. Het feest wordt 's avonds op 2 oktober ingeluid met de taptoe: een optocht van vele Leidse verenigingen. De gehele viering is in Leiden en omstreken rechtstreeks te bekijken en beluisteren via radio, tv en internet. In de vroege ochtend van 3 oktober vinden de reveille en de traditionele uitreiking van gratis haring en wittebrood in de Waag plaats aan inwoners van Leiden. Dit verwijst naar het haring en wittebrood dat de watergeuzen de stad inbrachten direct na de bevrijding. Hierna kan men direct door naar het Van der Werfpark, waar men gezamenlijk het Koraal zingt. De jaarlijkse herdenkingsdienst in de Pieterskerk stamt al uit 1574. 's Middags is er een grote optocht en 's avonds wordt het feest afgesloten met een vuurwerkspektakel. De grote kermis en de feestelijke warenmarkt gaan 1 of 2 oktober al open. Traditioneel wordt op 3 oktober in Leiden hutspot met klapstuk of rookworst gegeten. Een variatie op het gerecht dat een Leidse jongen, Cornelis Joppenszoon, volgens de traditie aantrof in het verlaten Spaanse legerkamp.

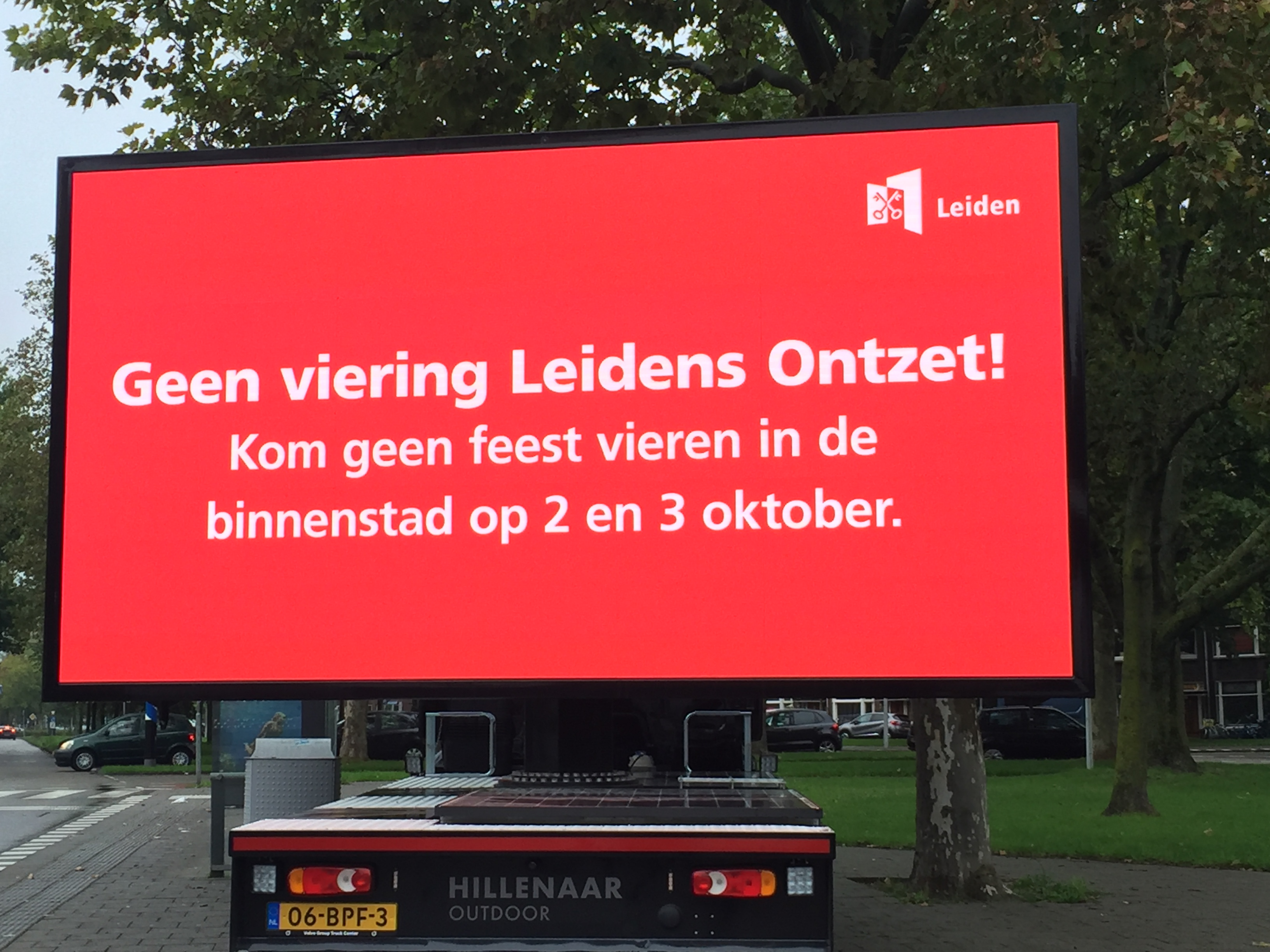
Geen feest in 2020

Bij het station Leiden Lammenschans herinnert een standbeeld van Cornelis Joppenszoon met de hutspotketel, vervaardigd door Oswald Wenckebach, aan deze gebeurtenis. In Leiden wordt jaarlijks de Cornelis Joppenszprijs uitgereikt aan een persoon die de gemeente op speciale wijze van dienst is geweest.

## Optocht
De optocht op 3 oktober heeft elk jaar een thema. Dat thema is een leidraad voor de aankleding van de wagens en de stoet. De thema's weerspiegelen volgens de organisatie de tijdgeest. Enkele voorbeelden: Oosterse optocht (1935), Grote bedrijfsparade (1950), Het domein van de vrouw (1960), Europa in harmonie (1992), Grenzeloos feesten (2010) en Hollandsch Glorie (2013).

## Plasticprobleem
Tijdens Leidens Ontzet 2019 werden de consumpties voor het eerst geschonken in herbruikbare bekers met statiegeld. Hierover werd sinds 2000 gesproken In het daaropvolgende jaar leken deze ook daadwerkelijk ingevoerd te worden tijdens het Rapenburg concert. Terwijl de gemeente positief reageerde vond de horeca de proef mislukt. Pas in 2017 werden op kleinschalige en beheersbare evenementen eco-glazen verplicht voor organisatoren. In de Mare in het daaropvolgende jaar werd gepleit voor de invoering van ecobekers, juist ook bij grote evenementen zoals 3 oktober in het opiniestuk: Waar blijven die eco-bekers?.
In de weken na 3 oktober 2018 visten Leidse biologiestudenten vanuit kano's duizenden plastic wegwerpbekertjes uit de grachten. Deze werden stuk voor stuk gefotografeerd, waarna elke dag dat de gemeente niet overstapte op eco-bekers er een beker online werd geplaatst. De actie, onder de naam Canal Cups, kreeg in korte tijd landelijk veel media-aandacht.
De eerste editie van Leidens Ontzet met herbruikbare bekers wordt in het algemeen als een groot succes gezien. 98,2% van de statiegeldbekers werd weer door de bezoekers ingeleverd. Er werd zo'n 5000 kilo minder afval ingezameld en circa 500.000 wegwerpbekers bespaard. 99% van de bezoekers gaf aan de statiegeldbekers een goed idee te vinden.

## Afbeeldingen

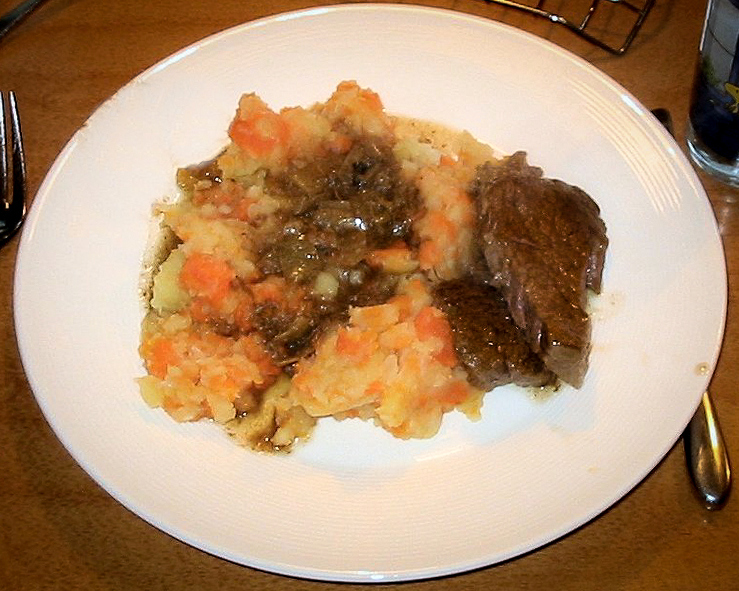
Hutspot met jus en stooflap. Variant met aardappelen direct erdoorheen gestampt, waarbij tevens winterpeen is gebruikt in plaats van jonge wortelen.
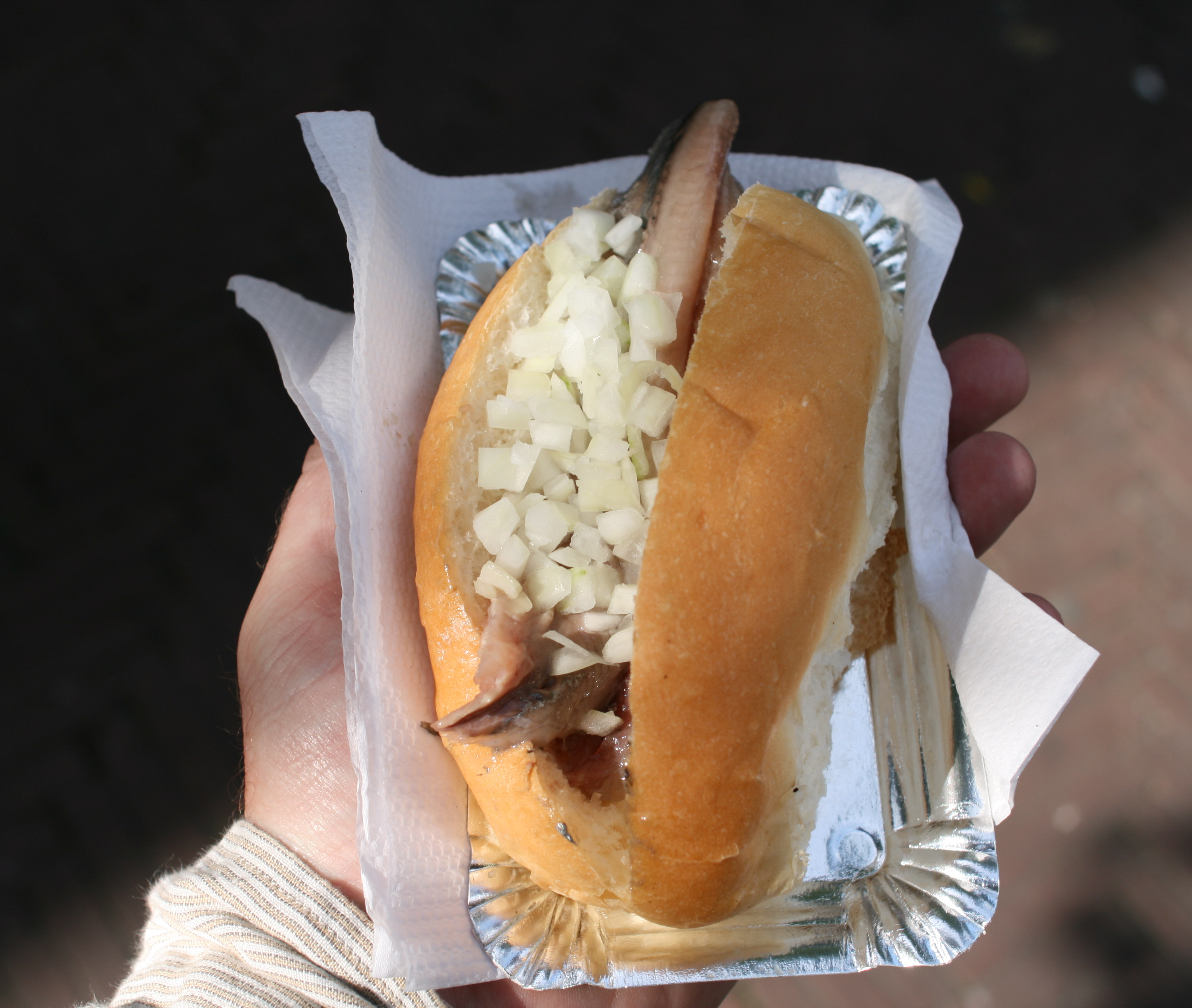
Haring & wittebrood, met uitjes
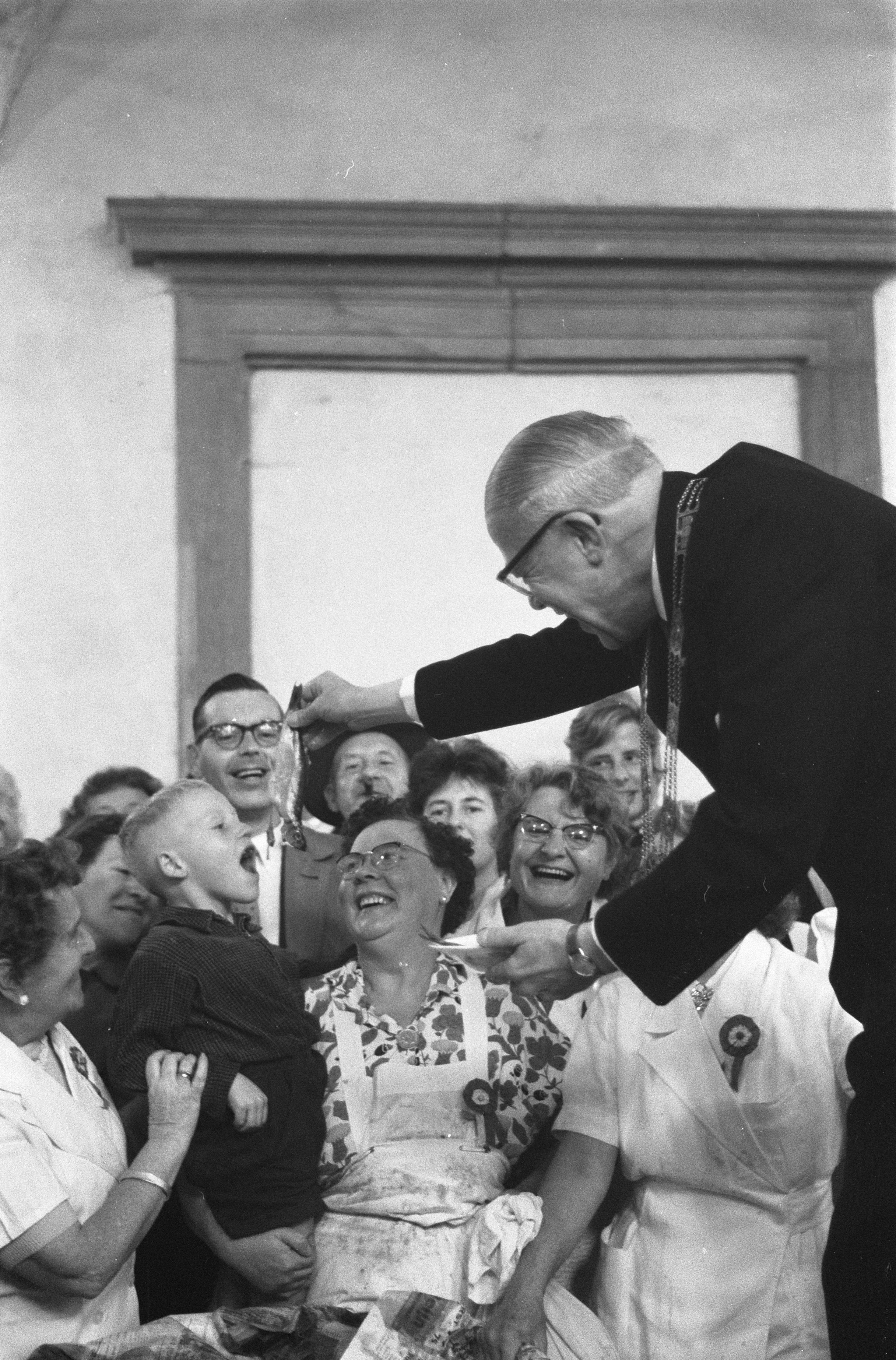
Burgemeester Van Kinschot deelt haring uit (1960)
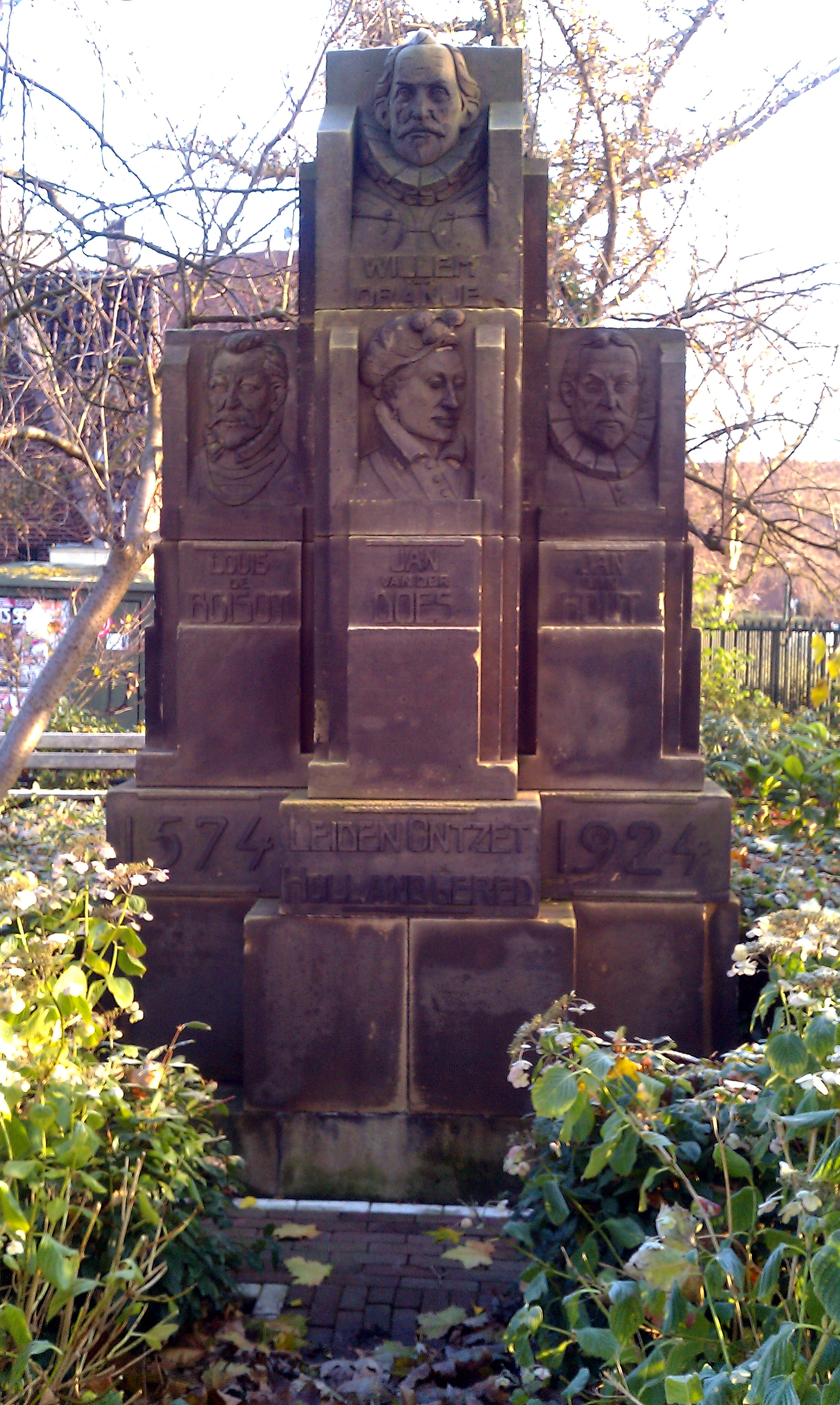
Monument voor Leidens Ontzet (1924)
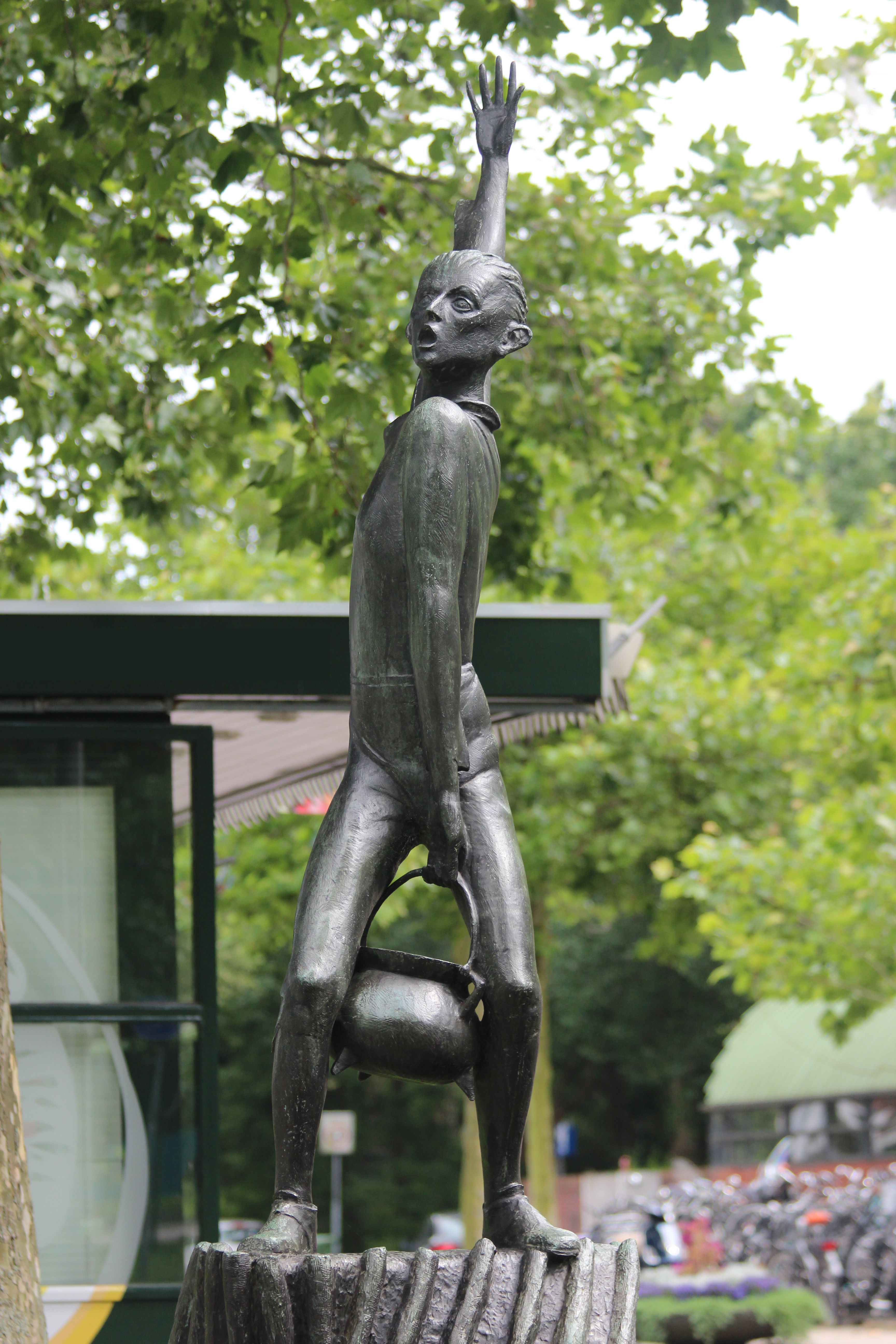
Beeld door Wenckebach van Cornelis Joppenszoon die de Spaanse hutspot vindt
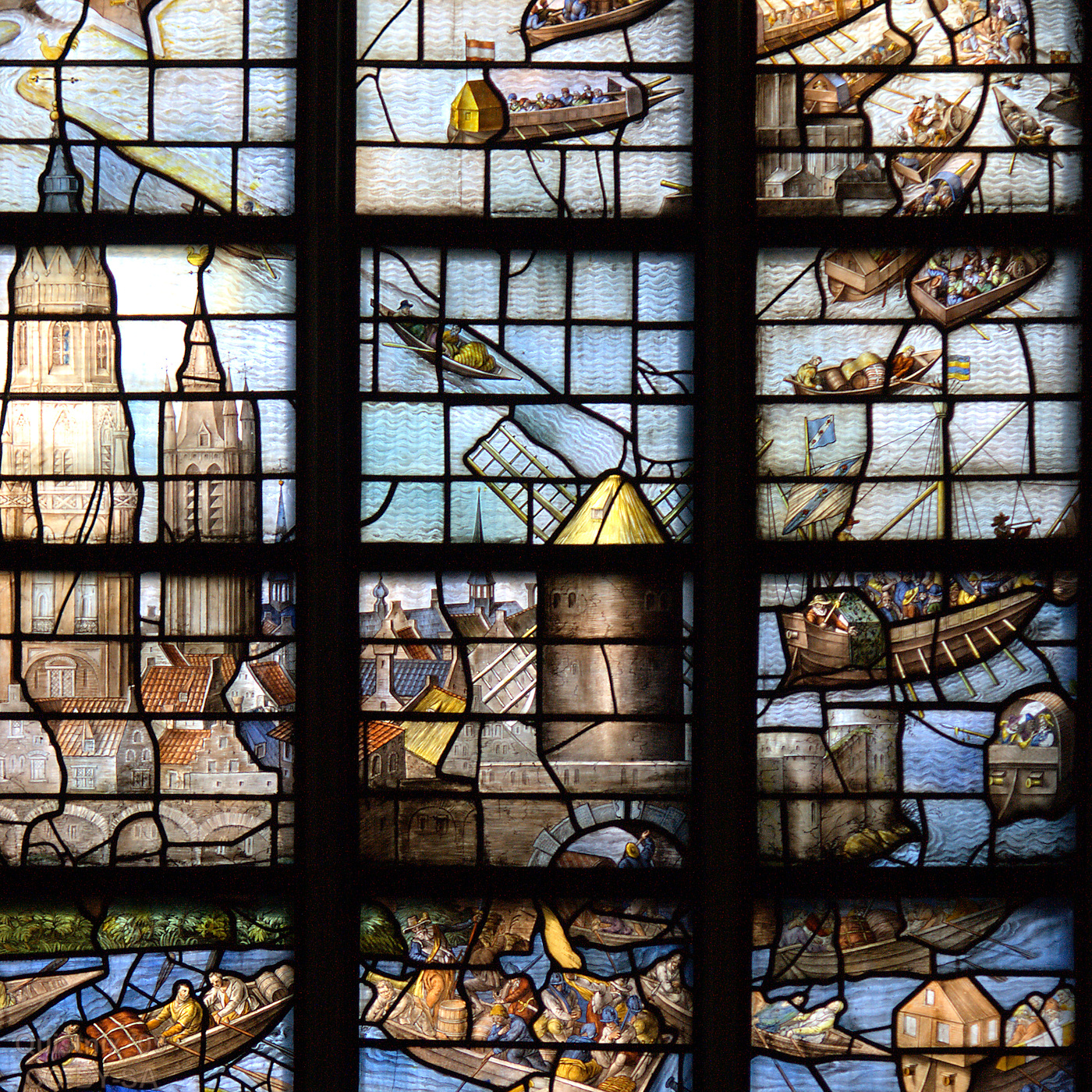
Detail uit Gouds glas nr. 25 over Leids ontzet
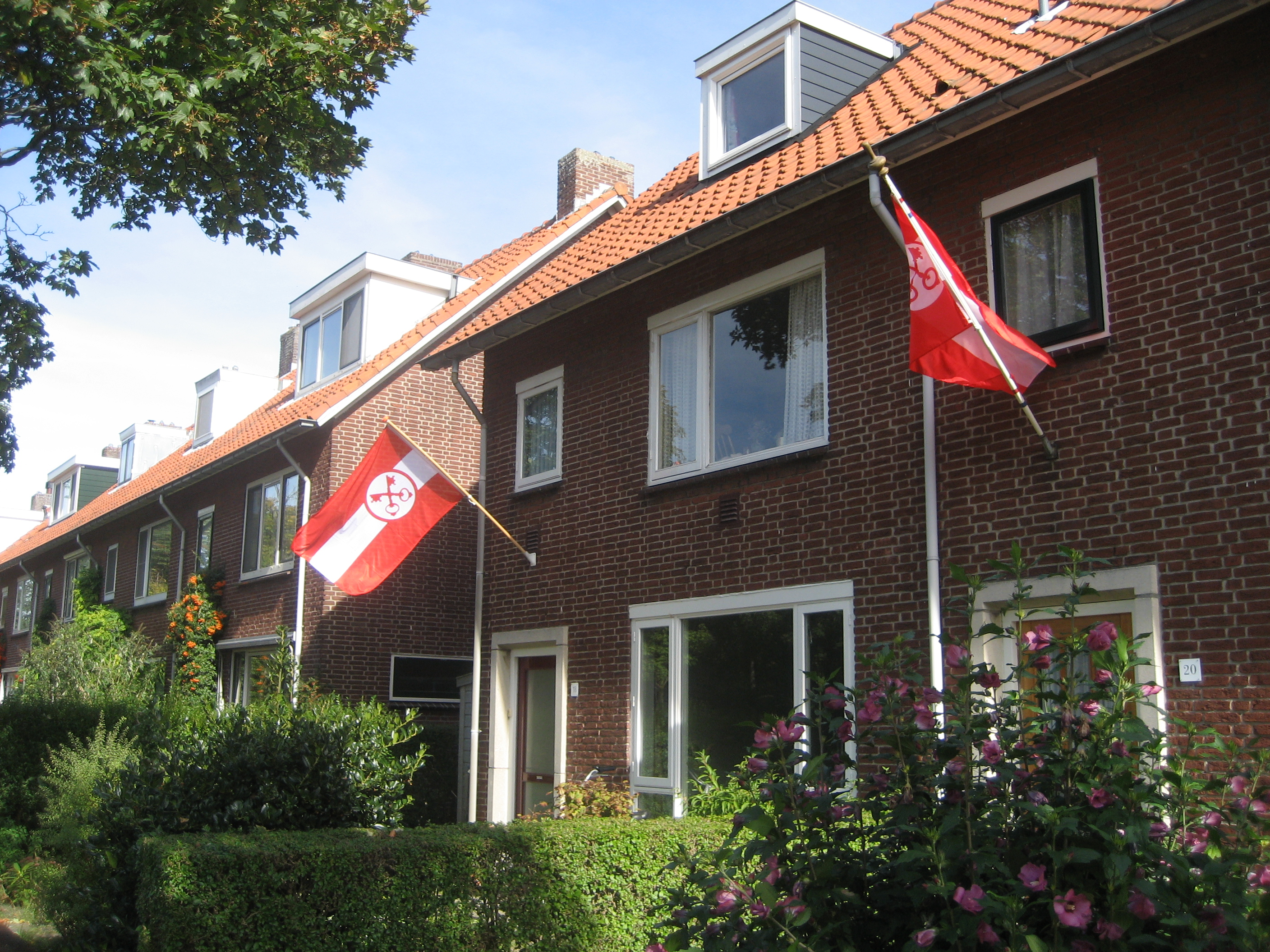
Leidse vlag wappert tijdens 3 oktoberfeest (2013)